# Mambali
Mambali ist ein Verwaltungsbezirk (englisch Ward) des Distrikts Nzega (DC) in der tansanischen Region Tabora.

## Geografie
Mambali ist ein ländlicher Bezirk im westlichen zentralen Hochland von Tansania etwa 70 Kilometer Luftlinie südwestlich der Distrikthauptstadt Nzega. Bei der Volkszählung 2022 lebten 30.398 Menschen in 4715 Haushalten auf einer Fläche von 661 Quadratkilometern.
Das Klima im Bezirk ist tropisch, Aw nach der effektiven Klimaklassifikation. Die jährliche Niederschlagsmenge fällt überwiegend in den Monaten November bis April und beträgt 792 Millimeter. Die Durchschnittstemperatur schwankt zwischen 22,3 Grad Celsius im Dezember und 25,8 Grad im Oktober.
Der Bezirk grenzt im Westen an den Distrikt Uyui, im Süden und Südosten den Distrikt Tabora (MC) und sonst an Bezirke des Distrikts Nzega (DC).
| Bukumbi  | Semembela                                   | Mbutu          |
| Igulungu | Kompassrose, die auf Nachbargemeinden zeigt | Ugembe Nzubuka |
| Ibiri    | Kabila                                      | Ikomwa         |

## Gliederung
Der Bezirk besteht aus fünf Gemeinden (swahili Mtaa) mit 26 Orten (Kitongoji):
| Mambali - Mambali - Ulasa - Waja - Ngwatu - Kazima - Ntanga - Kibuli - Bushishi - Isilyaza | Kikonoka - Kikonoka - Kiyenze - Umiza - Igalula - Usekenule | Gulyambi - Gulyambi - Ngalamila - Busholwa - Busangu - Kawe | Mwamalimu - Ntanga - Mwamalimu A - Mwamalimu B | Upilya - Upilya A - Upilya B - Mwamadilanha - Utula |

## Infrastruktur
- Bildung: Die Mambali Secondary School ist eine staatliche weiterführende Schule. Sie bildet Tagesschüler bis zur 4. Stufe aus.[9]
- Gesundheit: In den Gemeinden Mambali und Gulyambi liegt je eine staatliche Apotheke,[10][11] in Mambali zusätzlich eine private Apotheke mit angeschlossenem Labor.[12]